# Lasklem

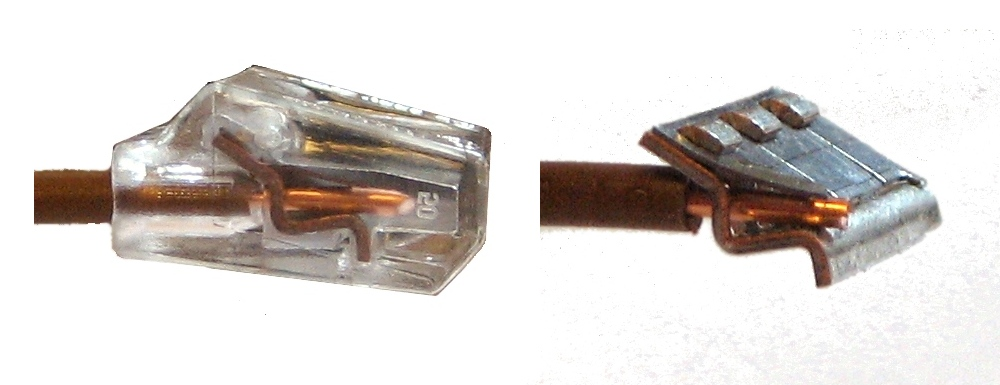
Transparante lasklem met installatiedraad. Rechts het metalen binnenste met de veertjes.

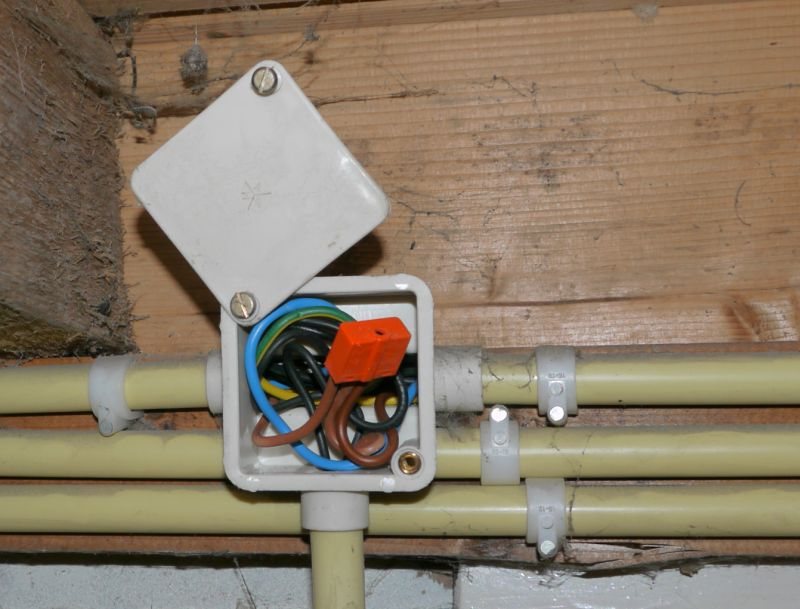
Lasdoos met daarin installatiedraad en een lasklem

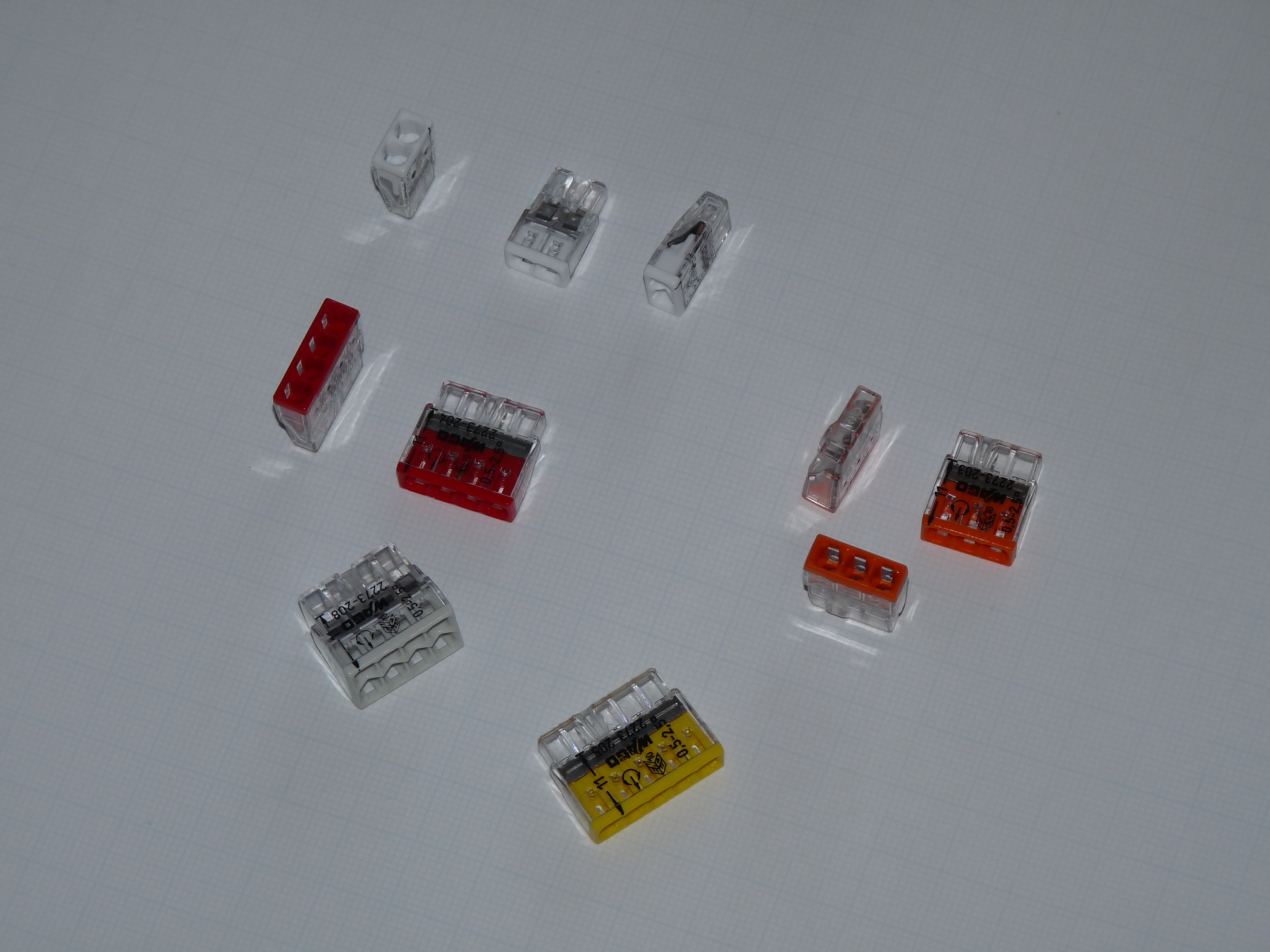
2273 lasklemmen van WAGO (steekklemmen)

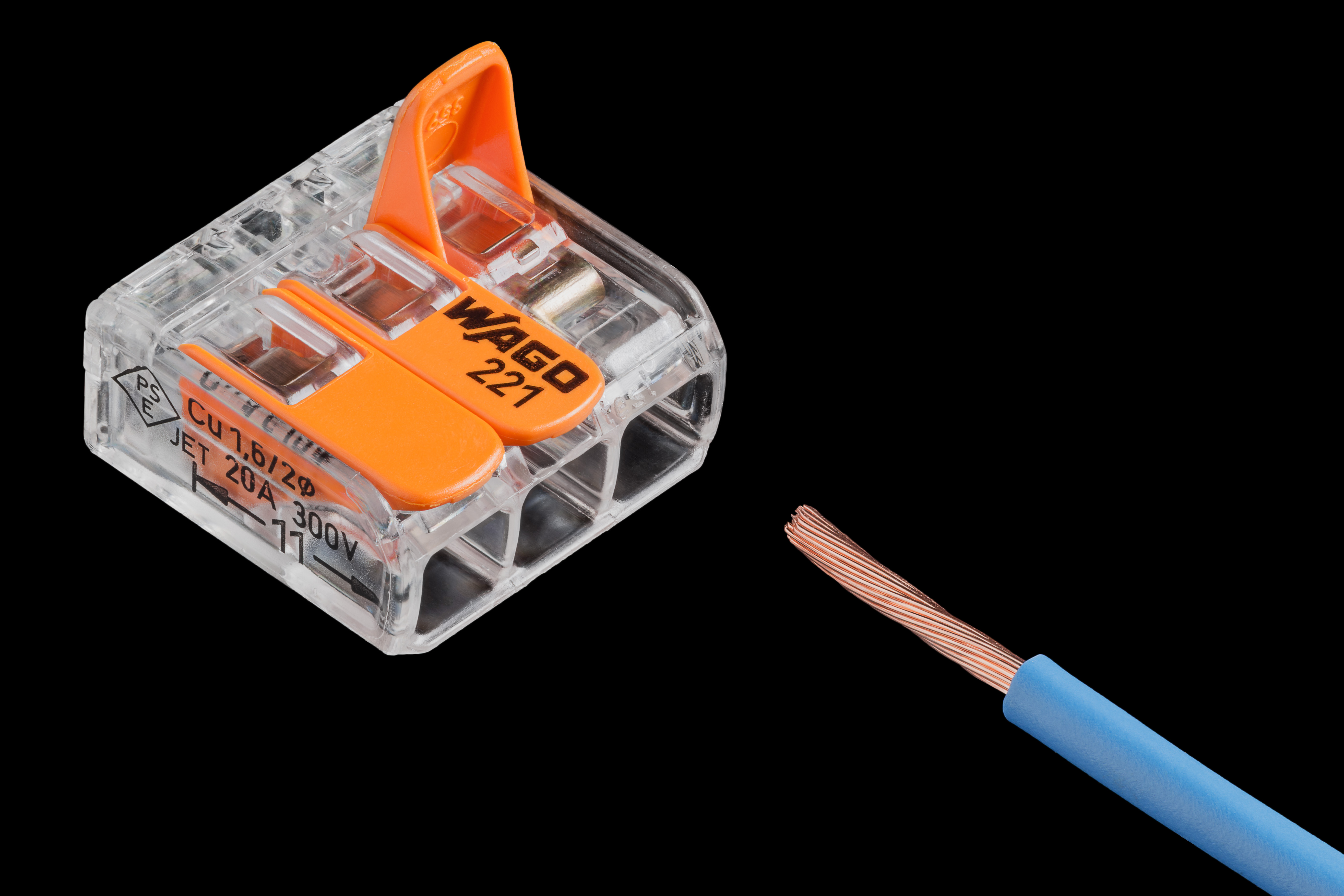
WAGO 221 lasklem met hevel

Een lasklem in de elektrische installatietechniek is een onderdeel waarmee een elektrische verbinding – een las – van twee of meer installatiedraden tot stand wordt gebracht.
Er zijn verschillende middelen die gebruikt worden voor het lassen: traditioneel was dat vooral de lasdop, maar tegenwoordig wordt meer de lasklem gebruikt.
De techniek achter de lasklem met een veer werd in 1951 door het Duitse bedrijf WAGO geïntroduceerd.
Een lasklem bestaat uit een isolerend kunststof omhulsel met daarin insteekopeningen voor de draden. Lasklemmen bestaan in 2, 3, 4, 5 of 8-voudige uitvoering. In de lasklem zit bij elke insteekopening een stripje verend metaal, dat een koperen plaatje tegen de draad klemt, en door een scherpe rand voorkomt dat deze terugschuift. Er bestaan ook lasklemmen met hevels: door het openen of sluiten van deze bedieningshendeltjes zijn de draden eenvoudig aan te brengen en weer te verwijderen. Met dit type klem kunnen behalve draden met massieve aders, ook draden worden verbonden met flexibele kern zoals die bij snoeren worden toegepast. Bijna alle lasklemmen hebben een 'testgat' om metingen te verrichten.
Voor het insteken worden de te lassen draden over een lengte van 10 – 13 mm van hun isolatie ontdaan. De vereiste striplengte staat doorgaans op de klem aangegeven. De draad wordt in de klem gedrukt tot aan de aanslag. Hierbij mag geen stukje blank koperdraad zichtbaar uit de klem steken. Bij het inbrengen van de draden in de lasdoos dient er op gelet te worden dat de lasklem zo min mogelijk beweegt ten opzichte van de draden, want trek/draaibewegingen kunnen de verbinding verslechteren of zelfs los laten springen.
De lasklem kan verwijderd worden door de draden vast te houden en de klem heen en weer draaiend van de draden af te trekken.